# میهایلو پاپین
میهایلو پاپین (آلمانی: Mihajlo Pupin؛ زاده ۹ اکتبر ۱۸۵۸ درگذشته ۱۲ مارس ۱۹۳۵) یک فیزیک‌دان و مخترع اهل ایالات متحده آمریکا بود.